# Sergiusz Schilling-Siengalewicz

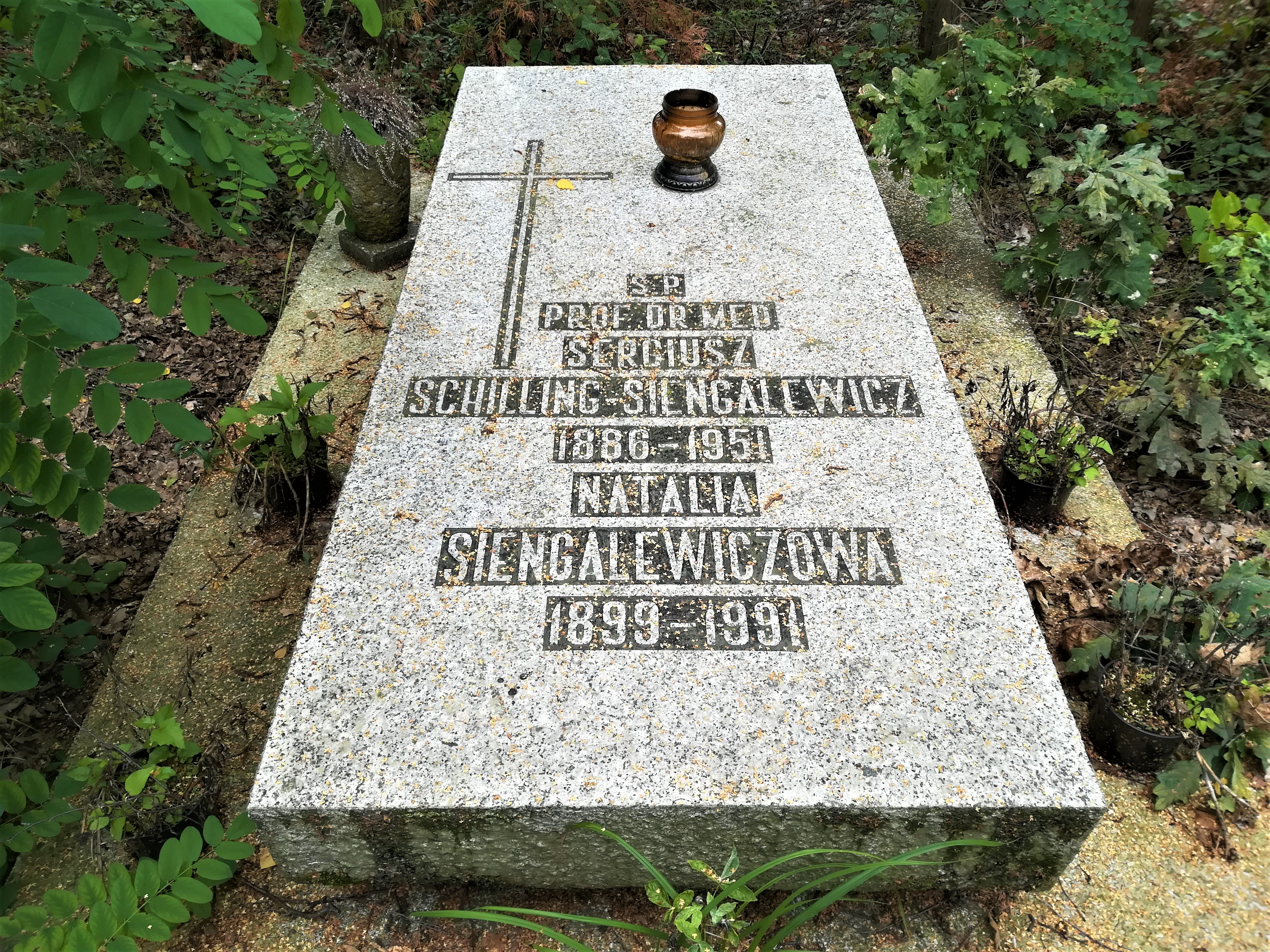
Grób na cmentarzu Junikowo w Poznaniu

Sergiusz Leopold Schilling-Siengalewicz (ur. 17 kwietnia 1886 w Romanowie k. Lwowa, zm. 28 listopada 1951 w Poznaniu) – polski lekarz, specjalista medycyny sądowej, toksykolog, medyk sądowy; kierownik Katedr Medycyny Sądowej przy Uniwersytetach w Wilnie, Lublinie i Poznaniu, profesor medycyny sądowej na wymienionych uniwersytetach.

## Życiorys
Jego ojcem był prezes Sądu Okręgowego w Tarnopolu Tytus Schilling-Siengalewicz, a matką Malwina z Niemczewskich.
Do gimnazjum uczęszczał w Brzeżanach i Tarnopolu, w latach 1907–1912 studiował medycynę na Uniwersytecie Lwowskim (uczeń prof. Włodzimierza Sieradzkiego) i uzyskał doktorat wszech nauk lekarskich. Kontynuował naukę w 1914 roku jako stypendysta berlińskiego Instytutu Medycyny Sądowej.
Po wybuchu wojny został powołany jako lekarz do armii austriackiej i niebawem został w 1915 wzięty przez Rosjan w Przemyślu do niewoli. Jako jeniec został początkowo internowany w Omsku, a potem przeniesiony do małego miasta Isilkul w Kirgizji. Tam poznał młodą Rosjankę Natalię Sołowiową, z którą ożenił się w listopadzie 1917. W miasteczku i okolicach był jedynym lekarzem i kierował małym szpitalem. Później w latach 1918–1920 był ordynatorem szpitali Amerykańskiego Czerwonego Krzyża w Tomsku i Irkucku.
W 1920 powrócił wraz z żoną do kraju i wstąpił do Wojska Polskiego, jako lekarz w randze kapitana. W 1922 został reklamowany z wojska przez Uniwersytet Lwowski i powołany na etat asystenta w Katedrze Medycyny Sądowej. W 1923 uzyskał stopień doktora habilitowanego na podstawie pracy Badania doświadczalne nad zachowaniem się splotu naczyniówki mózgowej i płynu mózgowo-rdzeniowego pod wpływem ostrych zatruć. W 1924 powołany na stanowisko profesora nadzwyczajnego medycyny sądowej Uniwersytetu Stefana Batorego w Wilnie w roku 1935 został mianowany profesorem zwyczajnym Katedry Medycyny Sądowej USB.
Po zamknięciu Uniwersytetu w grudniu 1939 podczas II wojny światowej pracował w Wilnie początkowo jako naczelny ekspert sądowo-lekarski Republiki Litewskiej, a po jej włączeniu do ZSRR jako prosektor miejski. W toku działań wojennych latem 1944 stracił cały majątek i księgozbiór w następstwie zbombardowania i spłonięcia jego domu w Wilnie. Wraz z żoną, jako pierwszy z profesorów USB, opuścił Wilno 1 sierpnia 1944 i udał się do Lublina. Tam wraz z prof. Jakubem Węgierko przystąpił do organizowania Uniwersytetu Marii Skłodowskiej-Curie i objął w nim katedrę medycyny sądowej.
W grudniu 1945 powołany został na stanowisko profesora zwyczajnego i kierownika Katedry i Zakładu Medycyny Sądowej Uniwersytetu Poznańskiego. Objął ją 15 stycznia 1946 i kierował nią aż do śmierci. Członek PAU; twórca Katedry Toksykologii w Poznaniu, prace z zakresu toksykologii sądowej, traumatologii sądowo-lekarskiej, immunopatologii.
Został pochowany na cmentarzu Junikowo w Poznaniu (pole 1-1-36).

## Ordery i odznaczenia
- Krzyż Komandorski Orderu Odrodzenia Polski (pośmiertnie, 29 listopada 1951)[3]
- Złoty Krzyż Zasługi (10 marca 1939)[4]